# Katherine Swynford
Titres
Duchesse de Lancastre, comtesse de Lancastre, de Leicester, de Lincoln et de Derby
13 janvier 1396 – 3 février 1399
(3 ans et 21 jours)
Duchesse d'Aquitaine
13 janvier 1396 – 3 février 1399
(3 ans et 21 jours)
Katherine Swynford, née de Roet le 25 novembre 1350 et morte le 10 mai 1403, est la troisième épouse de Jean de Gand, duc de Lancastre et troisième fils du roi d'Angleterre Édouard III. Auparavant, elle a été sa maîtresse pendant plusieurs années et ce, bien avant leur mariage. Les enfants du couple, nés avant que leur union soit célébrée, sont plus tard légitimés par Richard II, neveu du duc de Lancastre. Lorsque Henri IV, le fils aîné de Jean de Gand par son premier mariage, accède au trône après la chute de Richard, il introduit une disposition à la clause de légitimation des enfants de Katherine qui les prive de toute revendication au trône d'Angleterre, tant pour eux que pour leurs descendants futurs.
Les descendants des enfants de Jean de Gand et de Katherine Swynford forment la maison de Beaufort qui joue un rôle majeur dans la guerre des Deux-Roses. Henri VII, qui devient roi d'Angleterre en 1485, se rattache ainsi à la famille royale anglaise par sa mère, Marguerite Beaufort, une arrière-petite-fille de Katherine Swynford. Sa revendication au trône, fondée sur une lignée cognatique et précédemment illégitime, est pourtant fragile. C'est pourquoi l'une de ses premières actions en tant que monarque est de se déclarer rétroactivement roi d'Angleterre « par droit de conquête » en date du 21 août 1485, le jour précédant sa victoire face à l'armée du roi Richard III lors de la bataille de Bosworth.

## Biographie

### Origines et premier mariage
Katherine est l'une des filles de Paon de Roet, né vers 1310 et mort en 1380. Paon est initialement un héraut du Hainaut qui est passé au service du roi Édouard III lors du mariage de celui-ci avec Philippa de Hainaut en 1328. Il est plus tard fait chevalier par le roi pour les nombreux services qu'il accomplit pour l'Angleterre au cours de la guerre de Cent Ans. Paon de Roet a plusieurs enfants, dont Isabelle (ou Élisabeth), Philippa et Katherine. Isabelle devient chanoinesse de la collégiale Sainte-Waudru de Mons aux alentours de 1366. Philippa devient quant à elle l'épouse du poète Geoffrey Chaucer, après avoir été au service de Constance de Castille, la deuxième épouse de Jean de Gand. On considère à présent que Katherine est le plus jeune enfant de Paon de Roet. Toutefois, l'historienne Alison Weir affirme que Philippa est plus jeune que Katherine et que les deux filles sont issues d'un second mariage de Paon de Roet.
Katherine est vraisemblablement née en Hainaut en 1349 ou 1350. Sa date de naissance est souvent datée du 25 novembre, car a eu lieu le même jour la naissance de sa sainte patronne, Catherine d'Alexandrie. Vers 1366, elle épouse à St Clement Danes, près de Westminster, le chevalier Hugh Swynford, originaire de Kettlethorpe dans le Lincolnshire. Ils ont ensemble au moins trois enfants : Blanche (née le 1er mai 1367), Thomas (né le 21 septembre 1368) et Margaret (née en 1369). Margaret sera plus tard nonne à l'abbaye de Barking grâce à l'appui du roi Richard II. Comme sa sœur Philippa qui est une des suivantes de la reine Philippa de Hainaut, Katherine entre au service de la famille royale anglaise au plus tard en 1365, lorsqu'elle appartient à la retenue de Blanche de Lancastre, la première épouse de Jean de Gand. Katherine devient la gouvernante de leurs filles, Philippa et Élisabeth de Lancastre. Katherine Swynford gagne rapidement les faveurs du couple ducal, qui autorise sa fille Blanche à vivre dans les mêmes appartements que leurs filles. En outre, Jean de Gand accepte d'officier en tant que parrain de l'enfant.

### Liaison et mariage avec Jean de Gand
Hugh Swynford meurt au combat près de Bordeaux en 1371. Peu après, Katherine entame une liaison adultérine avec le duc de Lancastre, veuf de son épouse Blanche depuis 1368 et en dépit de son remariage avec Constance de Castille en 1371. Ils ont quatre enfants ensemble : Jean (né vers 1373), Henri (né vers 1375), Thomas (né vers 1377) et Jeanne (née vers 1379). Ils reçoivent chacun le nom de Beaufort, sans doute parce qu'ils sont nés dans la ville de Montmorency-Beaufort en France. Le 4 mars 1377, Jean de Gand accorde une pension à Katherine concernant les manoirs de Wheatley et de Gringley. Le 27 décembre 1379, le duc lui donne par ailleurs la garde de l'héritier de Bertram de Samnely, en remerciement pour ses services rendus auprès de ses filles Philippa et Élisabeth. En septembre 1381, il hausse sa rente annuelle de 200 marcs en récompense de ses fonctions à Tickhill. La relation de Jean de Gand et de Katherine provoque cependant le scandale auprès de la cour, surtout lorsque Lancastre devient à la mort de son père Édouard III en juin 1377 l'un des principaux conseillers de son neveu Richard II, encore mineur. Pour cette raison, Jean accepte de faire amende honorable en juin 1381 et de se séparer de sa maîtresse.
Malgré leur séparation, Katherine n'est pas en disgrâce : elle intègre avec sa fille Blanche la retenue de Marie de Bohun, l'épouse d'Henri Bolingbroke, le seul fils légitime de Jean de Gand. Par ailleurs, elle est admise en 1387 au sein de l'ordre de la Jarretière. Finalement, Katherine affiche à nouveau sa liaison avec le duc de Lancastre après la mort de son épouse Constance de Castille en 1394. Le 13 janvier 1396, après avoir obtenu l'autorisation papale, Jean de Gand épouse Katherine Swynford à Lincoln, où elle réside alors. Cette mésalliance cause d'abord l'effroi de la cour de Richard II, mais Katherine parvient à gagner du crédit en tant que nouvelle duchesse de Lancastre. Elle est ainsi choisie en octobre 1396 pour accompagner à Calais Isabelle de Valois, qui s'apprête à épouser Richard II. En février de l'année suivante, Jean de Gand obtient de son neveu Richard qu'il prononce la légitimation des enfants qu'il a eus de Katherine avant leur mariage. Katherine Swynford devient duchesse douairière de Lancastre à la mort de son époux le 3 février 1399. En octobre de la même année, son beau-fils Henri Bolingbroke monte sur le trône sous le nom d'Henri IV et lui accorde une part importante des revenus du duché de Lancastre. Katherine meurt à Lincoln quelques années plus tard, le 10 mai 1403, et est inhumée dans le chœur de la cathédrale. Sa tombe est saccagée par des Têtes-Rondes en 1644, pendant la Première révolution anglaise.

### Avenir de la famille Beaufort
Les descendants de Katherine Swynford et de Jean de Gand jouent un rôle significatif dans l'histoire anglaise au cours du XVe siècle. Leurs enfants reçoivent le nom de « Beaufort » et, grâce au soutien du roi Richard II et du pape, sont légitimés après leur mariage en 1396. Pour autant, les Beaufort sont privés en 1407 par leur demi-frère Henri IV de leurs éventuels droits à la couronne d'Angleterre. Cet acte reste néanmoins contestable et n'est guère considéré par les historiens actuels, car l'accord du Parlement aurait été nécessaire pour envisager une telle décision touchant à la succession au trône. Mise à part cette mesure sujette à controverse, on ne dispose pas de preuves véritables tendant à montrer qu'Henri IV ait eu une quelconque hostilité envers les descendants de Katherine Swynford. On sait même qu'il a entretenu d'excellentes relations avec son fils Thomas Swynford, auquel il confie en octobre 1399 la garde de son cousin Richard II, qu'il a renversé du trône. Richard meurt en détention à Pontefract dès février 1400, dans des circonstances encore non élucidées. Si Henri IV a tenté d'exclure de la succession au trône ses demi-frères, sa décision a peut-être été motivée par le fait qu'il pensait sa succession assurée, ayant déjà quatre fils adultes, et parce qu'il n'appréciait pas l'influence croissante des Beaufort au conseil royal au cours des dernières années de son règne, marquées par des tensions avec son héritier, le futur Henri V.
Même si sa décision est aujourd'hui considérée comme nulle, la volonté d'Henri IV d'écarter les Beaufort du trône jouera un rôle incontestable au milieu du XVe siècle au cours de la guerre des Deux-Roses, un conflit de succession au trône entre les différents descendants d'Édouard III. À la suite de l'extinction de la maison de Lancastre avec la mort d'Henri VI en 1471, la maison d'York règne sur l'Angleterre. Les fidèles de Lancastre n'ont alors pour seul espoir qu'un lointain cousin Beaufort d'Henri VI : il s'agit d'Henri Tudor, arrière-arrière-petit-fils de Jean de Gand et Katherine Swynford par leur fils aîné Jean Beaufort. La revendication au trône d'Henri dérive cependant de sa mère Marguerite Beaufort et s'avère fragile : il descend d'une femme et de plus d'une branche illégitime. Après avoir vaincu et tué le roi yorkiste Richard III au cours de la bataille de Bosworth le 22 août 1485, Henri Tudor est proclamé roi sous le nom d'Henri VII par ses partisans et met fin à la guerre civile. Sa toute première action lorsqu'il réunit son premier Parlement deux mois plus tard consiste à se déclarer roi rétroactivement au jour précédent la bataille par « droit de conquête », s'assurant ainsi de légitimer son accession au trône par les armes. Finalement, la clause additionnelle d'Henri IV concernant les Beaufort n'est révoquée qu'au milieu du XVIe siècle, sous le règne d'Édouard VI, petit-fils d'Henri VII. Édouard restaure de ce fait l'ancienne ligne de succession sous Richard II qui comprend les descendants de Katherine Swynford, dont lui-même.

## Dans la littérature
Katherine Swynford est la protagoniste de plusieurs romans consacrés à l'ère médiévale, dont Katherine, écrit par Anya Seton et publié en 1954. Swynford apparaît dans d'autres ouvrages purement historiques et ne relevant pas de la fiction, tels les biographies Katherine Swynford: The Story of John of Gaunt and his Scandalous Duchess d'Alison Weir ou Katherine Swynford: The History of a Medieval Mistress de Jeannette Lucraft. Le livre de Lucraft se distingue, dans le sens où il cherche à décrire Katherine Swynford comme une puissante personnalité politique anglaise de la fin du XIVe siècle et présente un exemple de la capacité d'une femme au Moyen Âge à gravir les échelons de la pyramide sociale.